# Urbanističko planiranje
Urbanističko planiranje ili urbano planiranje bavi se fizičkim, socijalnim i ekonomskim razvojem urbanih ili gradskih područja. Ostale profesije, poput arhitekture, pejzažne arhitekture i urbanističkog dizajna, bave se razvitkom u manjem merilu ali s više detalja. Regionalno planiranje se bavi još većom okolinom, ali na manje detaljnom nivou.
Ocem gradskog planiranja često se smatra Grk Hipodamos, prema čijoj je zamisli podignut antički Milet i koji je eponim sinonima za mrežni plan grada, iako primeri planskih gradova probijaju granice antike. Prvi tvorci ideje formalnog zonskog planiranja bili su muslimani (vidi haram i hima, up. opštu zamisao kalife ili „upraviteljstva” iz čega su nastali), iako moderna upotreba na Zapadu uveliko datira od ideja Međunarodnog kongresa moderne arhitekture (fr. Congrès Internationaux d'Architecture Moderne).
Gradsko planiranje je kroz istoriju poteklo iz arhitekture i civilnog inženjerstva, te je primenilo visoko racionalan pristup u rešavanju gradskih problema putem fizičkog dizajna. Ipak su brojne opsežne kritike modernističkog gradskog planiranja, koje su maha uzele u 1960-ima (primerice kritike Džejn Džejkobs), pomogle proširiti delokrug urbanističkog planiranja, da bi se uključilo i planiranje ekonomskog razvoja, socijalno planiranje zajednice i planiranje okoline.

## Istorija
Civilizacija doline Inda na indijskom potkontinentu smatra se prvom civilizacijom koja je uspešno razvila urbanističko planiranje. Do 2600. p. n. e. neka pretharapska naselja narasla su u gradove u kojima su živele hiljade ljudi koji nisu bili primarno vezani za poljoprivredu, stvorivši tako jedinstvenu kulturu čiji neočekivan izgled ukazuje na rezultat planiranog, namernog poduhvata. Čini se da su neka naselja bila promišljeno preuređena radi usklađivanja prema svesnom, dobro razvijenom planu. Iz ovog razloga se civilizacija doline Inda smatra prvom koja je razvila urbanističko planiranje.
U antičkim vremenima, Rimljani su koristili utvrđenu šemu za gradsko planiranje razvijenu za vojnu odbranu i civilne pogodnosti. Mnogi evropski gradovi još uvek čuvaju bit tih šema, kao što je to na primer u Torinu. Osnovni plan jest središnja plaza s gradskim službama, okružena kompaktnom mrežom ulica i okružena odbrambenim zidinama. Radi skraćivanja vremena putovanja, dve dijagonalne ulice pružaju se na kvadratnoj mreži od jednog do drugog ugla, prolazeći kroz središnji trg i međusobno se ukrštavajući. Kroz grad obično teče reka koja omogućuje opskrbu vodom, prevoz i saniranje otpadnih voda, čak i u opsadnim razdobljima.
Tokom poslednja dva veka, u zapadnom svetu (Zapadna Evropa, Severna Amerika, Japan i Australazija) planiranje i arhitektura prošli su kroz različite stepene opšte saglasnosti. Prvi razlog bila je pojava idustrijalizovanog grada 19. veka, gde je većina zgrada bila pod nadzorom različitih poslova i bogate elite. Oko prekretnice 20. veka pojavio se pokret kojim se nastojalo omogućiti ljudima, a posebno radnicima u fabrikama, da borave u zdravijoj okolini. Prema novom konceptu baštenskih gradova izgrađeni su neki moderni gradovi, poput Velvin Garden Sitija u Engleskoj. Ti su gradovi uglavnom bili malog merila u veličini, a u njima je živelo samo nekoliko hiljada stanovnika, sve do 1920-ih kada je modernizam počeo da izranja na površinu. Modernistički grad trebalo je da bude vrsta efektivne, izvodljive utopije. Nastali su planovi za ponovnu izgradnju gradova u velikom merilu, poput Pariza u Francuskoj, iako se ništa važno nije dogodilo sve do razaranja uzrokovanog Drugim svetskim ratom. Nakon toga izgrađene su poneke modernističke zgrade i zajednice. One su bile jeftine za izgradnju te su postale ozloglašene po svojim socijalnim problemima.
Modernizam je video svoj kraj 1970-ih kada je konstrukcija jeftinih, uniformisanih stambenih blokova dovršena u mnogim zemljama, poput Britanije i Francuske. Otada su mnogi uništeni, a na njihov način izgrađeni konvencionalniji stanovi. Umesto potpune uniformnosti i savršenosti, planiranje se sada koncentriše na individualizam i raznolikost u društvu i ekonomiji. Započela je postmoderna era.

## Planiranje i estetika
U razvijenim zemljama postojao je oštar prekor protiv prekomernog nereda kog je stvorio čovek u svojoj okolini, poput bitvi (vodilja), znakova i privremenih ograda oko gradilišta. Ostali problemi koji urokuju žustru raspravu među urbanističkim dizajnerima su i napetosti između periferijskog rasta, povećane stambene gustine i novih planskih naselja. Postoje takođe beskrajne rasprave o (ne)pogodnostima mešanih prava na posed i zemljišne upotrebe protiv pogodnosti razlikovanja geografskih zona gde prevladavaju različite upotrebe.
Uspešno urbanističko planiranje uzima u obzir karakter „kuće” i „osećaja mesta”, lokalni identitet, poštivanje prirodne, umetničke i istorijske baštine, razumevanje „urbanog zrna” ili „gradskog prizora”, pešake i ostale vrste saobraćaja, korisnosti i prirodne opasnosti poput poplavnih zona i dr.
Prema nekima, najraširenije cenjeni elementi uspešnog urbanističkog dizajna jesu srednjovekovna  i arkade nalik onima iz italijanskih gradova Sijene i Bolonje.
Budući da nije često da se gradovi planiraju slučajno, planeri su važni u upravljanju rastom grada, primenjujući oruđa poput zoniranja radi upravljanja zemljišnom upotrebom i upravljanja rastom — radi upravljanja tempom razvoja. Kada se proučava istorijski razvoj, mnogi gradovi koji se sada smatraju najlepšima rezultat su gustih, dugotrajnih sistema prohibicija i vođenja diskusija oko veličina, upotreba i obeležja zgrada. Iako je to omogućilo znatne slobode, nastavilo se nametanje stilova, sigurnosti a često i materijala na praktične načine. Mnoge konvencionalne tehnike planiranja prepakovane su kao pametni rast.
Postoje gradovi koji su planirani prema zamisli, pa iako se rezultati često ne pokažu u potpunosti kao planirani — dokaz početnog plana često ostaje vidljiv (v. spisak planskih gradova). Neki od najuspešnijih planskih gradova sastoje se od ćelija koje uključuju parkove, trgovine i stanove, te onda ponavljaju ćeliju. Ćelije su obično odvojene ulicama. Svaka ćelija obično ima jedinstven spomenik ili posebno uređen park, te jedinstvena vrata ili granične oznake za svoje rubove. Komercijalna područja prirodno postaju raznolika. Te razlike pomažu u ulivanju „osećaja mesta”, dok sličnosti ćelija čine svako mesto u gradu „poznatim”.

## Planiranje i sigurnost
Mnogi gradovi su konstruirani na mestima gde su česte poplave, olujna talasanja, ekstremno vreme ili ratovi. Gradski planeri se mogu boriti sa ovime. Ako se opasnosti mogu lokalizovati (za poplave i olujno talasanje), pogođene regije se mogu pretvoriti u parkove ili zeleni pojas — često s krasnim rezultatima. Drugi praktičan metod je jednostavno podizanje grada na brežuljcima, a parkova i farmi u dolinama.
Ekstremno vreme, poplave, ratovi i druge neprilike mogu se često ublažiti sigurnim evakuacionim putevima i centrima za delovanje u hitnim slučajevima. Relativno su jeftini i ’nenametljivi’, te ih mnogi smatraju razumnom merom opreza za svaki urbani prostor.
Mnogi gradovi su takođe planirali i sagradili sigurnosne elemente, poput nasipa, potpornih zidova i skloništa.
Neki metodi planiranja mogli bi pomoći elitnoj grupi da nadzire obične građane. To je zasigurno slučaj Rima (Italija), gde je fašizam u 1930-ima stvorio ex novo mnoga nova predgrađa s namerom da koncentriše kriminalce i siromašnije klase podalje od ’elegantnog’ dela grada.
Tokom nedavnih godina, očekivalo se da praktičari povećaju pristupačnost područja ljudima s različitim mogućnostima, provodeći zamisao „inkluzivnog dizajna”, kako bi sprečili kriminalno ponašanje i naposletku „označili zločin” te razmotrili „saobraćajno jenjavanje” ili „pedestrijanizaciju” kao načine činjenja urbanog života podnošljivijim.

### Teorije
Gradsko planiranje pokušava kontrolisati kriminalitet pomoću struktura dizajniranim iz teorija poput socioarhitekture ili determinizma okoline. Te teorije govore da urbana okolina može uticati na ’pokornost’ pojedinaca društvenim pravilima. Teorije često govore da se psihološki pritisak razvija u gušće razvijenim, neuređenim područjima. Taj stres uzrokuje zločine i upotrebu ilegalnih droga. Protivotrov je obično individualniji prostor i bolji, lepši dizajn umesto funkcionalizma.
Ostale socijalne teorije ističu da je u većini zemalja od 18. veka transformacija društva iz ruralne poljoprivrede u industriju uzrokovala teško prilagođavanje na urbani život. Te teorije naglašavaju da mnoge planske politike zanemaruju lične napetosti, prisiljujući pojedince da žive u stanju „trajne spoljašnjosti” prema svojim gradovima. Mnogim ljudima stoga nedostaje udobnost osećanja „kao kod kuće” kada su zapravo kod kuće. Teoretičari koji izastupaju takve teorije često traže proveru uobičajeno korišćenih „standarda” koji racionaliziraju ishode slobodnog (relativno neregulisanog) tržišta.

## Planiranje i prevoz
Postoji neposredna, dobro istražena veza između gustine neke urbane okoline i količine prevoza u toj okolini. Prevoz dobrog kvaliteta često prethodi razvoju. Razvoj iza određene gustine može brzo preopteretiti prevoz.
Dobro planiranje pokušava smestiti više gustine poslova ili stanovnika blizu prevoza visokog obima. Neki gradovi, primerice, dopuštaju trgovinu i višespratne stambene zgrade samo unutar jednog bloka železničkih stanica i bulevara s četiri saobraćajne trake, te prihvataju prebivališta za pojedinačne porodice i parkove samo ako se nalaze na udaljenijim mestima.
Gustine se obično mere kao podno područje zgrada podeljeno zemljišnim područjem, ili u stambenom kontekstu brojem stanova podeljenih zemljišnim područjem. Omeri podnog područja ispod 1,5 pokazuju nisku gustinu. Parcelni omjeri iznad 5 pokazuju veoma visoku gustinu. Većina eksurba nalazi se ispod 2, dok je većina gradskih centara prilično iznad 5. Stanovi bez liftova, a s podzemnim garažama, mogu lako doseći gustinu od 3. Neboderi lako postižu gustinu od 3 ili više. Veća gustina privlači ulagače s većim kapitalom i profitom. Gradske vlasti mogu pokušati poticati niže gustine radi smanjenja infrastrukturnih troškova, iako neki kritičari primećuju da niske gustine ne mogu prilagoditi dovoljno stanovništva za omogućavanje adekvatne potražnje ili ulaganja za takvu infrastrukturu. U UK tokom nedavnih godina dogodila se zasnovana podrška za povećanje gustine stambenog razvoja, s namjerom boljeg postizanja održivog razvoja. Povećanje razvojne gustine ima prednost stvaranja masovnih prevoznih sistema, okružnog grejanja i ostalih društvenih objekata (škola, zdravstvenih centara itd.) održivijima. Ipak, kritike tog pristupa nazivaju denzifikaciju razvoja „gradskim stiskanjem” i tvrde da ona smanjuje kvalitetu života i sprečava stanovnike od ostvarenja svoje (sub)urbane želje (prava?) za kućom s baštom i vancestovnim parkirnim prostorom.
Automobili su dobro prilagođeni u služenju gustinama jednako visokima kao što je 1,5 i sl., sa auto-putevima osnovnog ograničenog pristupa. Inovacije poput kar-pul saobraćajne trake i upotrebe taksija tokom „špice”, mogu odvesti automobile do susedstava s parcelnim omjerima visokih 2,5.
Gustine iznad 5 dobro su uslužene vozovima. Većina takvih područja se zapravo razvila kao odgovor na vozove sredinom 1800-ih i ima istorijski visok broj putnika koji nikad nisu koristili automobile za putovanje na svoj posao.
Široko rasprostranjen problem je postojanje lanca stambenih gustina između oko 2 i 5 koji uzrokuje jake saobraćajne zastoje, a ipak su preniske da budu komercijalno uslužene vozom ili gradskom železnicom. Konvencionalno rešenje je upotreba autobusa. Kako god, autobusi i sistemi gradskih železnica mogu ’zatajiti’ ondje gde su dostupni i automobili i prekomerni kapacitet cestovne mreže, postižući manje od 1% ukupnog broja putnika.
Luis—Mogridžov položaj tvrdi da cestovni prostor u širenju nije učinkovit način rasterećenja saobraćajnih zastoja jer se indukovana potražnja stalno pojavljuje da povrati društveno prihvatljiv nivo zakrčenosti.

### Novi urbanizam
Novi urbanizam je pokret u urbanom dizajnu koji promoviše susedstva unutar kojih se može šetati i unutar kojih su zastupljeni različiti tipovi stanovanja i zaposlenja. Pokret je nastao u SAD početkom 1980-ih, a i dalje je značajan po reformama mnogih aspekata razvoja nekretnina i urbanog planiranja.

## Planiranje i suburbanizacija
U nekim zemljama opadajuće zadovoljstvo sa urbanom okolinom okrivljuje se za neprekinutu migraciju prema manjim gradovima i ruralnim područjima (takozvani urbani egzodus), pa uspešno urbanističko planiranje može doneti pogodnosti puno većoj unutrašnjosti ili gradskoj regiji, te može pomoći u smanjenju zakrčenosti duž prevoznih puteva i rasipanja energije nastalog prekomernim komutiranjem.
Čvrsto uverenje da se na ponašanje pojedinaca, koji žive ili posećuju neko područje, može jako uticati fizičkim dizajnom i izgledom područja naziva se determinizam okoline.

## Planiranje i okolina
Arkologija traži načine objedinjavanja područja ekologije i arhitekture, posebno pejzažne arhitekture, radi postizanja harmonizovanog okruženja za sva živa bića. U malom mjerilu teorija eko-sela postala je izuzetno popularna, jer za zajednice naglašava tradicionalnu lestvicu: 100—140 osoba.
U većini naprednih modela urbanističkog (ili seoskog) planiranja kritičan je lokalni kontekst. U mnogim modelima baštovanstvu je pretpostavljena središnja uloga ne samo u poljoprivredi već i u dnevnom životu građana. Serije srodnih pokreta, uključujući zeleni anarhizam, eko-anarhizam, eko-feminizam i slou fud, stavili su to u politički kontekst kao dio fokusa na manjim sistemima resursnog vađenja i uklanjanja otpada prema ideji da delovi živih mašina automatski obavljaju recikliranje baš kao što to radi i sama prirode. Moderna teorija prirodnog kapitala naglašava to kao primarnu razliku između prirodnog i infrastrukturnog kapitala, te traži ekonomsku bazu za racionalizovanje poteza unazad prema manjim seoskim jedinicama. Uobičajena forma planiranja koja vodi do suburbanog rasta je zoniranje pojedinačnih upotreba.

## Galerija
| - Urbani plan Donostije iz 1884. godine - Iskopine neolitskog arheološkog protogradskog naselja Čatal Hujuk - Plan drevnog grčkog grada Mileta iz cca 400. p. n. e. - Ostaci drevne agore Mileta - Pir gleda na Rimski logor - Rimski most na putu u Sasamonu (Burgos, Španija) - Plan koji prikazuje Firencu krajem 15. veka - Herakleja Linkestis (Makedonija), antički grad - Glavna kapija Kremlina u Tuli (Rusija) - Srednjovekovni utvrđeni grad Karkason (Francuska) - Samuilova tvrđava u Ohridu (Makedonija) - Trg Svetog Petra ispred Bazilike u Vatikanu (Rim, Italija) - Trg Dvorcovaja i Zimski dvorac u Sankt Peterburgu (Rusija) - Brazilija (Brazil), primer modernističkog urbanizma |

## Napomene
1. ↑  Urbanističko planiranje ili urbano planiranje je poznato i kao urbano i regionalno planiranje, zatim regionalno planiranje (s tim da je ovo u stvari zasebna grana koja se bavi većom okolinom na manje detaljnom nivou), te gradsko planiranje ili planiranje grada; nekad čak i kao ruralno planiranje.

## Literatura
- Van Assche, Kristof; Beunen, Raoul; Duineveld, Martijn; De Jong, Harro (2013). „Co-evolutions of planning and design: Risks and benefits of design perspectives in planning systems”. Planning Theory. 12 (2): 177—198. S2CID 109970261. doi:10.1177/1473095212456771.
- (http://www.congreso.gob.pe/ntley/LeyIndiaP.htm Архивирано 2012-06-29 на сајту  Arhivirano 2012-06-29 na sajtu

## Spoljašnje veze
- Urbanističko planiranje na veb-sajtu  (језик: енглески)
- — organizacija za profesionalne planere
- — nacionalna asocijacija
- — sajt posvećen nalaženju rešenja za automobile u gradu
- Архивирано на веб-сајту  (4. септембар 2016) — sajt o tome kako izgraditi urbano selo
- — izveštavanje o lokalnim vlastima širom sveta
- Архивирано на веб-сајту  (19. новембар 2016) Arhivirano na veb-sajtu  (2016-11-19) — poruke o urbanističkom planiranju, viki, galerije slika i hijerarhijski direktorijum veza
- PLANetizen — vesti o planiranju
- Planum — evropski časopis o planiranju
- Kraljevski institut za gradsko planiranje — profesionalna organizacija planera u UK i širom svijeta
- Institut za urbano zemljište — institut na sajtu
- — onlajn forum za urbaniste
- — najistaknutiji gradonačelnici na svetu